# قلعة كيز كوليسي
كيز كوليسي هي قلعة تاريخية تعود إلى القرون الوسطى، تقع على جزيرة صغيرة، على بعد كيلومتر واحد غرب منطقة بازار بمقاطعة ريزا في تركيا.

## التاريخ
تم بناؤها في الفترة ما بين القرنين الثالث عشر والرابع عشر، في عهد إمبراطورية طرابزون.

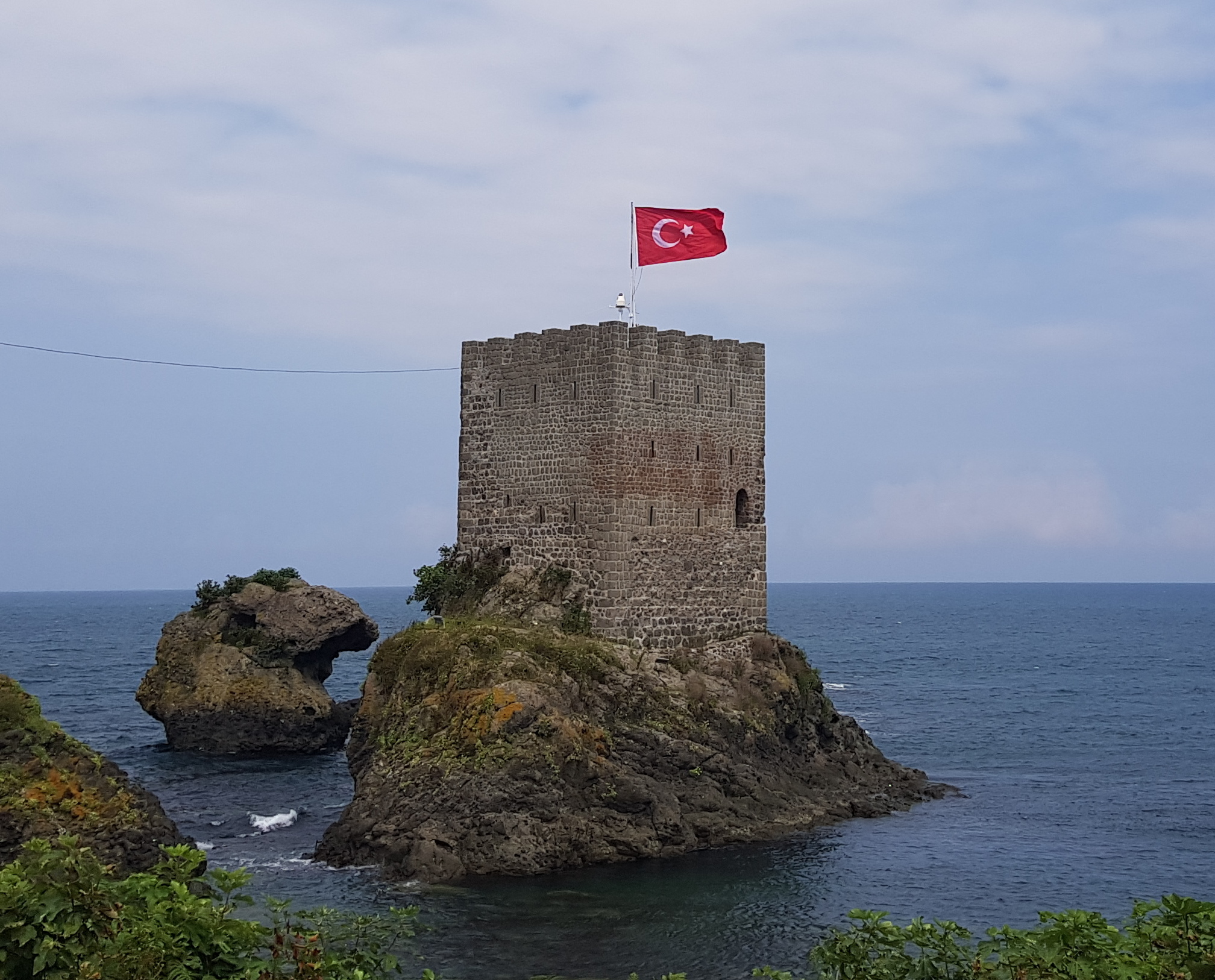
قلعة كيز كوليسي في تركيا

يعتقد أن القلعة كانت مملوكة للملكة تامار ملكة جورجيا، التي أسست إمبراطورية طرابزون على ساحل البحر الأسود في عام 1204.